# La renegada
La renegada (título original: The Rogue) es una novela de fantasía de la escritora australiana Trudi Canavan. Publicada por primera vez en 2011, es el segundo volumen de la trilogía La espía Traidora, ambientada en el mismo mundo que sus Crónicas del mago negro, dos décadas después. La edición española apareció en noviembre de 2012.

## Sinopsis
La historia de La renegada arranca apenas unos meses después de los sucesos narrados en La misión del embajador, el primer volumen de la trilogía. Lorkin, el hijo de la maga negra Sonea, sigue conviviendo con los rebeldes sachakanos, tratando de integrarse y aprender todo lo posible sobre su particular magia sin revelar los secretos de Gremio de los Magos al que está condenado a no regresar nunca.
En Imardin, la Maga Negra Sonea reemprende la búsqueda del mago renegado que ha cambiado la estructura de poder en los bajos fondos de la ciudad, consciente de que puede haber más en juego incluso que la vida de su amigo Cery: el propio Gremio de los Magos. En él, una joven aprendiz de clase baja traba amistad con una alumna de la nobleza que tal vez tenga acceso a un conocimiento prohibido.
Por su parte, el embajador Dannyl, ninguneado por la élite sachakana que le acusa de permitir el secuestro de su aprendiz, investiga el turbio pasado de las dos naciones y de la propia magia.